# توماش واپینسکی
توماش واپینسکی (لهستانی: Tomasz Łapiński؛ زادهٔ ۱ اوت ۱۹۶۹) بازیکن فوتبال اهل لهستان است.
از باشگاه‌هایی که در آن بازی کرده‌است می‌توان به باشگاه فوتبال لگیا ورشو و باشگاه فوتبال ویدزف ووچ اشاره کرد.
وی همچنین در تیم ملی فوتبال لهستان بازی کرده‌است.
وی در مسابقات کشوری و بین‌المللی در مجموع برندهٔ ۱ مدال نقره شده‌است.